# Battenheim
Battenheim je občina v departmaju Haut-Rhin francoske regije Alzacija.
Leta 2008 je v občini živelo 1.298 oseb oz. 77 oseb/km².